# لطيفة بنت محمد بن راشد آل مكتوم (مواليد 1983)
لطيفة بنت محمد بن راشد آل مكتوم من مواليد 16 يونيو من عام 1983، هي رئيس هيئة الثقافة والفنون في دبي وعضو في مجلس دبي. تشغل حاليًا منصب نائب رئيس مجلس إدارة «مؤسسة الإمارات للآداب» وعضو مجلس أمناء مؤسسة مبادرات محمد بن راشد آل مكتوم العالمية والرئيس الفخري لرابطة خريجات جامعة زايد فرع دبي.

## النشأة والتعليم
ولدت الشيخة لطيفة بنت محمد بن راشد آل مكتوم في دبي يوم 16 يونيو 1983 وحصلت على درجة الماجستير في إدارة الأعمال التنفيذية مع مرتبة الشرف، ودرجة البكالوريوس في علوم الأعمال، متخصصةً في التسويق من جامعة زايد. وخلال نشأتها، حذت الشيخة لطيفة حذو والدها في الشغف بالخيول وقرض الشعر، وكانت تقضي أغلب أوقاتها في تعلم فنون الفروسية. كما صقلت مهاراتها الفنية في سن مبكرة، منذ أن عرّفتها خالتها وأختها الكبرى بفن الرسم والتلوين وقت أن كانت في ربيعها الخامس. تدربت برفقة أخواتها على فنون الكونغ فو، وحصلت على الحزام الأسود في رياضة التايكوندو.
في عام 2016  تزوجت لطيفة بنت محمد من فيصل بن سعود القاسمي، ولديهما ثلاثة أبناء.

## المناصب
في 5 سبتمبر 2019، اختيرت لطيفة بنت محمد بن راشد آل مكتوم لرئاسة هيئة دبي للثقافة والفنون «دبي للثقافة»، بعد أن شغلت العديد من المناصب في الهيئة منذ التحاقها بها في العام 2008. وهي رائدة في العديد من المبادرات الاستراتيجية. ومن ضمن أبرز مناصبها:
- عضو في مجلس دبي[5]
- نائب رئيس مجلس إدارة مؤسسة الإمارات للآداب[6]
- رئيس اللجنة العليا لتطوير منطقة القوز الإبداعية في دبي[7]
- رئيس اللجنة التوجيهية لمبادرة مقتنيات دبي[8]
- عضو مجلس أمناء مؤسسة مبادرات محمد بن راشد آل مكتوم العالمية[9]

## إنجازاتها
أطلقت الشيخة لطيفة بنت محمد بن راشد آل مكتوم خارطة الطريق الاستراتيجية للهيئة للسنوات الست المقبلة، والتي تركز في محورها على تعزيز مكانة دبي مركزاً عالمياً للثقافة وحاضنةً للإبداع في المنطقة. وتُشرف على عدد من المبادرات الرامية إلى تعزيز وتشجيع نمو الصناعات الثقافية والإبداعية في جميع دول المنطقة، ومن بينها «إستراتيجية دبي للاقتصاد الإبداعي»، بالإضافة إلى رعاية عدد من اجتماعات وجلسات «المجلس» حيث تلتقي مع ممثلي الوسط الثقافي والإبداعي وتستمع إلى آرائهم. ولها حضور في العديد من المؤتمرات والمحافل الدولية والفعاليات. في عام 2020، ألقت سموها كلمة أمام المنتدى العالمي للمرأة 2020. كما شاركت في أعمال المؤتمر العالمي للاقتصاد الإبداعي 2021، الذي عُقد في مقر إكسبو 2020 دبي، وضمن جلسة خاصة حملت عنوان «هل الإبداع للجميع: الشمولية والتنوع»، حاورت سموها الإعلامية بيكي أندرسون، مقدمة برنامج Connect the World ومدير تحرير قناة سي إن إن أبوظبي.وقد تصدرت صورتها غلاف العدد الخمسين من مجلة فوغ العربية.

## مسيرتها المهنية
تقوم لطيفة بن محمد بدور محوري في دعم الثقافة والفنون منذ انطلاق مسيرتها المهنية في القطاع الحكومي مع هيئة الثقافة والفنون في دبي التي تأسست في مارس 2008. ومع ترقيها في سلّم العمل الوظيفي، كان لها بصمةٌ واضحةٌ في تعزيز المشهد الثقافي والإبداعي في إمارة دبي وإطلاق مجموعة من المبادرات الاستراتيجية التي رسّخت مكانة الهيئة كداعم رئيسي للثقافة والفنون في دبي ولاعب مؤثر في مسار مستقبل الصناعات الإبداعية.
من خلال عملها في هيئة دبي للثقافة والفنون عملت على استراتيجيات من شأنها النهوض بالمشهد الثقافي والإبداعي مثل إستراتيجية دبي للاقتصاد الإبداعي التي تهدف إلى تحويل دبي إلى وجهة للمبدعين من جميع أنحاء العالم، وعاصمة للاقتصاد الإبداع بحلول 2025. كما وتعمل على تقديم كل أشكال الدعم والتشجيع لنهضة قطاع الآداب ونشر ثقافة القراءة، من خلال مبادرات عدة كان من أبرزها تحديث وتطوير مكتبات دبي العامة، بهدف جعل القراءة واكتساب المعرفة في متناول الجميع في دبي، عبر توفير مرافق متكاملة ومريحة وعصري.
عملت لطيفة بنت محمد، باعتبارها رئيس هيئة دبي للثقافة والفنون وعضو مجلس دبي، على تعزيز بيئة مواتية للإنتاج المبدع في دبي، وعلى ترسيخ دور الإمارة وجهةً ثقافيةً ذات ريادة في المنطقة. وتعدّ من بين سيدات قلائل من عائلة آل مكتوم اللواتي اخترن خدمة المجال العام، حيث بدأت مسيرتها المهنية بتولي منصب حكومي انطلاقاً من قناعتها بأهمية العطاء المجتمعي.
تلقت في بداية مسيرتها المهنية تدريباً عملياً في مجموعة «دبي القابضة» قبل التحاقها في العام 2008 بهيئة دبي للثقافة والفنون عند تأسيسها. وفي عام 2019، عُينت رئيساً للهيئة. يحتل الإنسان موقع الصدارة في رؤيتها، حيث تولي جلّ دعمها ورعايتها للمبادرات الثقافية المجتمعية التي تساهم في نمو البيئة والبنية التحتية للقطاع الثقافي والابداعي في دبي وإدماج الثقافة في القطاعات العامة في دبي. ومن أبرز تلك الأنشطة:
- مهرجان طيران الإمارات للآداب
- منطقة القوز الإبداعية
- مقتنيات دبي
- موسم دبي الفني
- أسبوع دبي للتصميم
- أسبوع الساعات في دبي
- معرض سكة الفني

## التكريم والجوائز
في العام 2021، أعلنت هيئة المرأة العربية منح سمو الشيخة لطيفة جائزة «السيدة العربية الأولى» لذلك العام، تقديراً للدور الذي تضطلع به سموها في النهضة الكبيرة التي يشهدها القطاع الثقافي والإبداعي في إمارة دبي، ولإسهامات سموها في دعم مبادرات ثقافية مبتكرة من شأنها إثراء المشهد الثقافي الإماراتي والعربي.

## وصلات خارجية
- أقوال سمو الشيخة لطيفة بنت محمد بن راشد آل مكتوم في ويكي اقتباس
- هيئة الثقافة والفنون في دبي
- أسبوع دبي للتصميم